# Article 16.1 de la Charte canadienne des droits et libertés
L'article 16.1 de la Charte canadienne des droits et libertés est l'article le plus récent de la Charte des droits de la Constitution du Canada. Il fut édicté par la Modification constitutionnelle de 1993 (Nouveau-Brunswick) et garantit l'égalité des communautés linguistique française et anglaise du Nouveau-Brunswick.
L'article 16.1 ne doit pas être confondu avec l'alinéa 16(1), qui fait partie de l'article 16 et date de 1982. En effet, le constitutionnaliste Peter Hogg traite l'article 16.1 comme un article à part entière.

## Texte
Sous la rubrique Langues officielles du Canada, l'article se lit comme suit :

« 16.1. (1) La communauté linguistique française et la communauté linguistique anglaise du Nouveau-Brunswick ont un statut et des droits et privilèges égaux, notamment le droit à des institutions d'enseignement distinctes et aux institutions culturelles distinctes nécessaires à leur protection et à leur promotion.

(2) Le rôle de la législature et du gouvernement du Nouveau-Brunswick de protéger et de promouvoir le statut, les droits et les privilèges visés au paragraphe (1) est confirmé. »

— Article 16.1 de la Charte canadienne des droits et libertés

## Objectif
L'article 16.1 parle d'un besoin d'institutions pour les deux groupes linguistiques, incluant des institutions d'enseignement, et semble donner au gouvernement provincial le pouvoir de protéger ce droit. Cela n'est pas entièrement révolutionnaire puisque l'article ne fait qu'enchâsser des lois déjà comprises dans la Loi reconnaissant l'égalité des deux communautés linguistiques officielles au Nouveau-Brunswick de 1981, comme il fut noté par la Cour d'appel du Nouveau-Brunswick dans l'affaire Charlesbois c. Mowat (2001). Cet article peut être vu comme consacrant des droits collectifs, et un critique a affirmé que les tribunaux devront décider de la signification plus profonde de l'article.
Dans Charlesbois c. Mowat, la cour s'est penchée sur l'argument que l'article 16.1, ainsi que les articles 16(2) et 18(2), exigent des lois municipales bilingues, particulièrement lorsque la population linguistique minoritaire d'une municipalité est importante. La Cour a jugé qu'un tel bilinguisme est exigé (principalement par l'article 18(2)) et également défini dans l'article 16.1 comme ayant une nature corrective, ce qui signifie que le droit a pour objectif de réparer des problèmes historiques. (Une affaire semblable fut par la suite portée en Cour suprême : Charlebois c. Saint John (Ville))

## Historique
La Loi reconnaissant l'égalité des deux communautés linguistiques officielles au Nouveau-Brunswick fut promulgué par le Premier ministre Richard Hatfield ; on l'a qualifiée d'approche « séparé mais égal » pour créer des commissions scolaires séparées pour les deux groupes linguistiques. Les principes de la loi furent inclus dans la Constitution du Canada, via l'article 16.1, en réponse à un revirement en politique provinciale au début des années 1990. Alors qu'auparavant tous les partis politiques avaient appuyé l'arrivée du bilinguisme au Nouveau-Brunswick, en 1991 un nouveau parti appelé la Confederation of Regions Party a établi une présence à la législature en étant ouvertement opposé au bilinguisme. La loi fut donc constitutionnalisée par le gouvernement provincial pro-bilinguisme afin d'assurer la survie des droits linguistiques.
La constitutionnalisation de la loi devait à l'origine être incluse dans l'ensemble d'amendements constitutionnels connu sous le nom d'accord de Charlottetown en 1992. Lorsque l'accord fut rejeté lors d'un référendum national, l'amendement fut effectué de façon séparée ; le professeur Peter Russell en parle comme un des « signes encourageants que les Canadiens sont peut-être en voie de retrouver leur capacité d'accomplir des réformes constitutionnelles sans tout lier ensemble et devenir embourbés dans l'énorme marais constitutionnel. » 
L'article 43 de la Loi constitutionnelle de 1982 est la partie des procédures de modification utilisée pour ajouter l'article 16.1 à la Charte. Cela veut dire que l'amendement était approuvé par la province affectée (le Nouveau-Brunswick) ainsi que le Sénat et la Chambre des communes du Canada ; l'avocate constitutionnelle Deborah Coyne était néanmoins d'avis que l'amendement touchait à des compétences fédérales et que sept provinces auraient dû consentir à l'amendement. La Chambre des communes a adopté l'amendmeent à 219 voix contre 2. Ce vote a attiré certaines critiques ; un journaliste a affirmé que le Parlement n'a pas pleinement analysé le document et a tenté d'étouffer la discussion publique. Il a même suggéré que l'article 16.1 pourrait créer deux gouvernements pour le Nouveau-Brunswick, l'un en anglais et l'autre en français. Auparavant, ce même journaliste a également affirmé que l'enchâssement de droits collectifs dans la Constitution est « étranger au libéralisme » et minerait l'individu au profit d'un groupe plus large ; il a également affirmé que l'article 16.1 excluait les groupes autochtones au Nouveau-Brunswick et ferait d'eux des citoyens de seconde classe. Il a comparé l'article 16.1 à la façon dont l'accord du lac Meech et l'accord de Charlottetown auraient reconnu le Québec comme une société distincte. Toutefois, le chef de l'opposition de l'époque, Jean Chrétien, qui à l'époque représentait les Acadiens, a affirmé que « pour moi c'est un grand jour. C'est un exemple que nous pouvons être ensemble et en même temps être différents au Canada. » Un article publié dans la Gazette de Montréal a également accueilli favorablement l'amendement, qualifiant le gouvernement néo-brunswickois de « courageux » à cause de sa résistance devant le Confederation of Regions Party, et a ajouté que l'article donne une « vision noble et généreuse de la dualité et la coexistence canadiennes. C'est dommage que cela semble se limiter au Nouveau-Brunswick. »
L'amendement fut signé par le Premier ministre Brian Mulroney, le procureur général Pierre Blais, et le régistraire général Pierre H. Vincent, sous la proclamation du gouverneur général Ray Hnatyshyn à Ottawa, le 12 mars 1993.

## Hors du Nouveau-Brunswick
En 2000, un tribunal ontarien a jugé que les Franco-Ontariens pouvaient conserver un hôpital de langue française. Ce jugement se fondait sur un principe non-écrit de droits des minorités découvert par la Cour suprême dans le Renvoi relatif à la sécession du Québec (1998). Le gouvernement de l'Ontario a critiqué le jugement et a accusé la cour d'activisme judiciaire, affirmant que « la décision de la cour a, dans les faits, réécrit la constitution pour rende l'article 16.1 applicable à l'Ontario malgré l'intention expresse qu'il ne s'applique uniquement qu'au Nouveau-Brunswick. » 